# سوننشتاین (تورینگن)
سوننشتاین (به آلمانی: Sonnenstein) یک شهر و در آلمان است که در آیشسفلد واقع شده‌است. سوننشتاین ۵٬۰۲۶ نفر جمعیت دارد.